# Ngô Vũ Sâm
Ngô Vũ Sâm (chữ Hán: 吳宇森, bính âm: Wú Yǔsēn, tên tiếng Anh: John Woo Yu-Sen, sinh ngày 1 tháng 5 năm 1946) là một nam đạo diễn, nhà biên kịch kiêm nhà sản xuất điện ảnh người Hồng Kông - Trung Quốc. 
Không chỉ thành công ở Hồng Kông với những bộ phim hành động kinh điển như Anh hùng bản sắc (英雄本色, bộ phim xếp thứ hai trong Danh sách 100 phim hay nhất của điện ảnh tiếng Hoa trong 100 năm qua), Điệp huyết song hùng (喋血双雄), Ngô còn trở thành đạo diễn người Hoa đầu tiên thành công ở Hollywood với các bộ phim ăn khách như Face/Off và Nhiệm vụ bất khả thi 2 (Mission: Impossible 2).
Năm 2002, trên báo The Observer, Ngô Vũ Sâm đã được Dave Kehr xem là một trong những đạo diễn có ảnh hưởng nhất của điện ảnh đương đại.

## Tiểu sử
Ngô Vũ Sâm sinh ngày 1 tháng 5 năm 1946 tại Quảng Châu, Quảng Đông, Trung Quốc. Năm Ngô lên 5 tuổi, cả gia đình chuyển sang Hồng Kông và phải sống ở khu ổ chuột Thạch Giáp Vĩ (石硤尾) trong hoàn cảnh cha của Ngô không thể làm việc nuôi gia đình vì mắc bệnh lao. Năm 1953, gia đình Ngô Vũ Sâm càng trở nên khó khăn khi lâm vào cảnh vô gia cư sau trận hỏa hoạn khủng khiếp gần như thiêu rụi khu Thạch Giáp Vĩ. Sau khi được các tổ chức từ thiện hỗ trợ, Ngô Vũ Sâm và cha mẹ cuối cùng cũng có một căn nhà mới, nhưng lại vướng vào làn sóng bạo lực và tội phạm lan tràn thời gian đó.
Sinh ra trong một gia đình Công giáo, Ngô theo học tại Trường Concordia Lutheran dành cho những người theo đạo. Để thoát khỏi tình trạng hỗn loạn ở khu vực mình sống, Ngô thường dùng thời gian rảnh rỗi để xem phim, ông đặc biệt yêu thích các bộ phim của các đạo diễn người Pháp thuộc trào lưu "Làn sóng mới" (Nouvelle Vague) như Jean-Pierre Melville. Ngô nói rằng ông hay xấu hổ và gặp khó khăn trong việc giao tiếp với mọi người, vì vậy ông yêu thích điện ảnh và sử dụng nó như một cách biểu lộ tình cảm và suy nghĩ, hay nói cách khác là dùng điện ảnh như một thứ ngôn ngữ của chính đạo diễn. Ba bộ phim mà Ngô yêu thích khi còn nhỏ là Lawrence of Arabia, Seven Samurai và Le Samouraï.

## Sự nghiệp

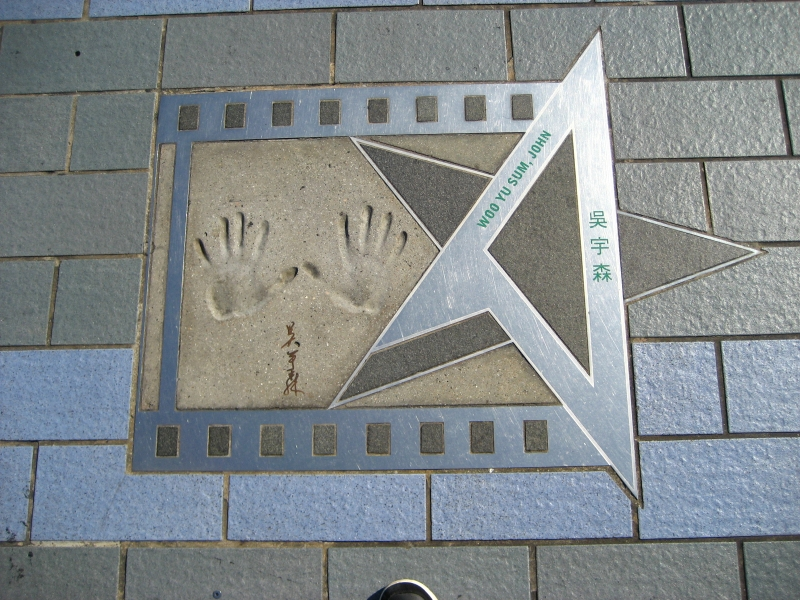
Chữ ký và dấu bàn tay của Ngô Vũ Sâm tại Đại lộ Ngôi sao Hồng Kông.

### Sự nghiệp ở Hồng Kông
Năm 1969, Ngô Vũ Sâm khi đó 23 tuổi bước vào ngành công nghiệp điện ảnh với vị trí của một người sửa kịch bản tại hãng phim Cathay Studios. Ba năm sau đó, Ngô trở thành phó đạo diễn tại hãng phim lớn nhất Hồng Kông, hãng Thiệu Thị (邵氏片場), khi đạo diễn nổi tiếng Trương Triệt (張徹) chọn Ngô làm phụ tá.
5 năm sau khi bắt đầu sự nghiệp, Ngô Vũ Sâm được giao đạo diễn phim điện ảnh đầu tiên, một phim kiếm hiệp có tựa đề Thiết hán nhu tình (鐵漢柔情, 1974). Chỉ đạo võ thuật cho bộ phim là Thành Long lúc này cũng mới bắt đầu sự nghiệp. Đây là một tác phẩm của hãng phim Gia Hòa, nơi Ngô Vũ Sâm còn thực hiện một số phim kiếm hiệp khác, ông cũng thành công với những tác phẩm hài như Phát tiễn hàn (發錢寒, 1977) do ngôi sao Hứa Quán Anh (許冠英) thủ vai chính.
Năm 1976, Ngô Vũ Sâm cưới Ngưu Xuân Long và đến nay hai người đã có 3 người con.
Giữa thập niên 1980, Ngô Vũ Sâm bắt đầu cạn kiệt sức sáng tạo đối với những bộ phim kiếm hiệp hoặc hài quen thuộc. Các bộ phim của ông đều thất bại về doanh thu và Ngô phải chuyển sang Đài Loan sinh sống khi con đường sự nghiệp của "ông vua phim hài" dường như đã chấm dứt.
Năm 1986, bước ngoặt lớn nhất trong cuộc đời điện ảnh đến với Ngô Vũ Sâm khi đạo diễn và nhà sản xuất phim tên tuổi Từ Khắc đề nghị Ngô làm đạo diễn cho bộ phim Anh hùng bản sắc (英雄本色). Câu chuyện về cuộc đối đầu giữa hai người anh em, một cảnh sát và một tội phạm, với cách dàn dựng và những cảnh hành động mang tính cách mạng đã lập tức trở thành bộ phim ăn khách nhất của điện ảnh Hồng Kông. Anh hùng bản sắc đã mở đầu cho dòng phim hành động mới ở Hồng Kông, hình tượng anh hùng hành động với cặp kính đen, dáng vẻ lạnh lùng và những cảnh bắn súng ác liệt ở cự ly gần sau đó còn trở thành nguồn cảm hứng cho cả những bộ phim hành động Hollywood của các đạo diễn nổi tiếng như Robert Rodriguez, Quentin Tarantino và Anh em Wachowski. Thành công của tác phẩm này cũng giúp Châu Nhuận Phát trở thành ngôi sao sáng của nền điện ảnh Hồng Kông và mở đầu cho sự hợp tác thành công của cặp bài trùng Từ Khắc - Ngô Vũ Sâm. Năm 2005, tại lễ trao giải Giải thưởng Điện ảnh Hồng Kông, Anh hùng bản sắc đã được bầu là bộ phim xếp thứ 2 trong Danh sách 100 phim hay nhất của điện ảnh tiếng Hoa trong 100 năm qua.
Tiếp nối thành công ban đầu, Ngô Vũ Sâm tiếp tục cộng tác với Châu Nhuận Phát trong một số phim hành động thành công khác vào cuối thập niên 1980 và đầu thập niên 1990. Trong số này phải kể đến Điệp huyết song hùng (喋血双雄, 1989), bộ phim mở đầu trào lưu phim xã hội đen của điện ảnh Hồng Kông và là bộ phim thành công nhất của điện ảnh nước này ở thị trường Hoa Kỳ kể từ sau Long tranh hổ đấu (龍爭虎鬥) của huyền thoại Lý Tiểu Long. Năm 1992, Ngô thực hiện bộ phim cuối cùng của mình ở Hồng Kông, Lạt thủ thần thám (辣手神探), một tác phẩm cũng được xếp vào hàng kinh điển của phim hành động Hồng Kông, nó được ghi nhớ với trường đoạn đấu súng ác liệt dài gần 30 phút của hai viên cảnh sát (do Châu Nhuận Phát và Lương Triều Vỹ thủ vai) với bọn tội phạm bên trong bệnh viện đầy bệnh nhân, trường đoạn này, đặc biệt là một cảnh quay liên tục dài 2 phút 30 giây ghi lại cảnh Châu và Lương chạy trong khi những cửa sổ vỡ vụn và tóe lửa, được xem là mẫu mực cho những bộ phim hành động sau này.
Nổi tiếng với những bộ phim hành động vốn là sở trường của điện ảnh Mỹ, Ngô bắt đầu được Hollywood chú ý đến. Rất nhiều đạo diễn Mỹ nổi tiếng như Martin Scorsese, Sam Raimi, Quentin Tarantino trở thành người hâm mộ các tác phẩm của Ngô Vũ Sâm và họ đã đề nghị các hãng phim mời đạo diễn người Hoa này sang Hollywood làm việc. Khi một nhà sản xuất cho rằng Ngô chỉ có thể đạo diễn phim hành động, Quentin Tarantino, đạo diễn bộ phim hành động nổi tiếng Pulp Fiction, đã nói với ông này rằng: "Rõ ràng là thế rồi, thì Michelangelo cũng chỉ có thể vẽ tường còn gì!".

### Sự nghiệp tại Mỹ
Năm 1993, sau khi chuyển hẳn sang Mỹ sinh sống, Ngô Vũ Sâm được ông lớn Universal Studios của Hollywood mời làm đạo diễn bộ phim Hard Target do ngôi sao hành động thời đó là Jean-Claude Van Damme thủ vai chính. Cũng như nhiều đạo diễn nước ngoài khác, Ngô gặp phải rất nhiều khó khăn trong quá trình thực hiện bộ phim đầu tiên tại Mỹ này. Nếu như ở Hồng Kông, với tư cách một đạo diễn hàng đầu, Ngô Vũ Sâm có toàn quyền sáng tạo và chỉ đạo theo ý muốn thì tại Hollywood, ông phải làm việc với sức ép căng thẳng về kế hoạch quay, phải đối mặt với những quy định khắt khe về kiểm duyệt và đôi khi phải cắt ghép các cảnh quay để có thể "phù hợp với khán giả Mỹ". Chính vì những lý do này, nên mặc dù vẫn có lãi (phim thu về 32 triệu USD riêng tại Mỹ so với 15 triệu USD đầu tư), bộ phim vẫn không đạt được kỳ vọng của Universal và Ngô Vũ Sâm không được giao phim mới trong một thời gian khá dài.
Mãi đến năm 1996, Ngô mới có bộ phim Mỹ thứ hai của ông khi hãng phim Twentieth Century Fox mời ông đạo diễn Broken Arrow, một bộ phim kinh phí lớn (khoảng 55 triệu USD) và do hai ngôi sao John Travolta và Christian Slater thủ vai chính. Bộ phim tương đối thành công về mặt doanh thu (khoảng 150 triệu USD) nhưng vẫn bị các nhà phê bình cho là thiếu phong cách thực hiện ấn tượng của riêng Ngô Vũ Sâm. Hiểu được điều này, ở bộ phim thứ ba của mình, Face/Off (1997), Ngô đã yêu cầu sửa kịch bản vài lần và đề nghị hãng Paramount Pictures cho ông được tự do hơn trong quá trình đạo diễn. Với những điều kiện thuận lợi đó, Ngô đã thành công trong việc dựng nên câu chuyện phức tạp về cuộc đối đầu giữa một nhân viên công lực (do John Travolta thủ vai) và một tên khủng bố (do Nicolas Cage thủ vai) mà trong đó người này lại mang bộ mặt của chính người kia hòng trở thành kẻ chiến thắng cuối cùng. Face/Off thành công rực rỡ cả về doanh thu và nghệ thuật, nó vừa được giới phê bình đánh giá cao, vừa thu hút lượng khán giả lớn (thu về hơn 100 triệu USD chỉ tính riêng ở Mỹ). Với thành công của bộ phim này, Ngô trở thành đạo diễn châu Á đầu tiên khẳng định được mình ở thị trường Mỹ và mở ra con đường cho các đạo diễn châu Á khác tiếp cận Hollywood.
Sau Face/Off, Ngô Vũ Sâm còn thực hiện thêm 3 bộ phim Mỹ kinh phí lớn khác là Nhiệm vụ bất khả thi 2 (Mission: Impossible II, 2000), Windtalkers (2002) và Paycheck (2003). Nếu như Nhiệm vụ bất khả thi 2 (do siêu sao Tom Cruise thủ vai chính) cực kỳ thành công (thu về trên 500 triệu USD) thì hai bộ phim sau đó lại thất bại thảm hại khi Windtalkers (do Nicolas Cage thủ vai chính) thậm chí còn không thu hồi được vốn (thu về khoảng 70 triệu USD trong khi bộ phim có ngân sách hơn 100 triệu USD), còn Paycheck (do Ben Affleck thủ vai chính) được xem là một trong những phim dở nhất của Ngô Vũ Sâm, với vai diễn trong bộ phim này, Ben Affleck cũng được trao giải Nam diễn viên chính tồi nhất trong lễ trao giải Mâm xôi vàng.

### Quay về Trung Quốc
Năm 2008, Ngô Vũ Sâm lần đầu tiên quay trở lại Trung Quốc và thực hiện phim Đại chiến Xích Bích (赤壁), tác phẩm được xem là phim bom tấn của thị trường châu Á trong năm 2008 với dàn diễn viên tên tuổi Lương Triều Vỹ, Triệu Vy, Trương Chấn,...

## Tác phẩm
| Năm  | Tựa phim                                        | Vai trò                                   |
| ---- | ----------------------------------------------- | ----------------------------------------- |
| 1973 | Thiết hán nhu tình (鐵漢柔情)                   | Biên kịch Đạo diễn                        |
| 1974 | Nữ tử quyền quần anh hội (女子跆拳群英會)       | Biên kịch Đạo diễn                        |
| 1975 | Thiếu Lâm môn (少林門)                          | Biên kịch Đạo diễn Diễn viên              |
| 1976 | Đế nữ hoa (帝女花)                              | Đạo diễn                                  |
| 1977 | Phát tiễn hàn (發錢寒)                          | Đạo diễn                                  |
| 1977 | Đại sát tinh dữ tiểu muội đầu (大煞星與小妹頭)  | Đạo diễn                                  |
| 1979 | Hào hiệp (豪俠)                                 | Biên kịch Đạo diễn                        |
| 1980 | Tiễn tác quái (錢作怪)                          | Đạo diễn                                  |
| 1980 | Hoạt kê thời đại (滑稽時代)                     | Đạo diễn                                  |
| 1982 | Ma đăng thiên sư (摩登天師)                     | Đạo diễn                                  |
| 1982 | Bát thải lâm á trân (八彩林亞珍)                | Đạo diễn                                  |
| 1985 | Tiếu tượng (笑匠)                               | Đạo diễn                                  |
| 1985 | Lưỡng chích lão hổ (兩隻老虎)                   | Đạo diễn                                  |
| 1986 | Anh hùng bản sắc (英雄本色)                     | Biên kịch Đạo diễn Diễn viên              |
| 1986 | Anh hùng vô lệ (英雄無淚)                       | Biên kịch Đạo diễn                        |
| 1987 | Anh hùng bản sắc 2 (英雄本色2)                  | Biên kịch Đạo diễn                        |
| 1989 | Điệp huyết song hùng (喋血雙雄)                 | Biên kịch Đạo diễn                        |
| 1989 | Anh hùng bản sắc 3 (英雄本色3)                  | Nhà sản xuất                              |
| 1989 | Nghĩa đảm quần anh (義膽群英)                   | Đạo diễn                                  |
| 1990 | Điệp huyết nhai đầu (喋血街頭)                  | Biên kịch Đạo diễn Nhà sản xuất Diễn viên |
| 1991 | Tung hoành tứ hải (縱橫四海)                    | Biên kịch Đạo diễn Diễn viên              |
| 1992 | Lạt thủ thần thám (辣手神探)                    | Biên kịch Đạo diễn Diễn viên              |
| 1993 | Hard Target                                     | Đạo diễn                                  |
| 1996 | Broken Arrow                                    | Đạo diễn                                  |
| 1997 | Face/Off                                        | Đạo diễn                                  |
| 1998 | Blackjack                                       | Đạo diễn                                  |
| 2000 | Nhiệm vụ bất khả thi 2 (Mission: Impossible II) | Đạo diễn                                  |
| 2002 | Windtalkers                                     | Đạo diễn Nhà sản xuất                     |
| 2003 | Paycheck                                        | Đạo diễn                                  |
| 2005 | All the Invisible Children                      | Đạo diễn (phần Song Song & Little Cat)    |
| 2008 | Đại chiến Xích Bích (赤壁)                      | Đạo diễn                                  |
| 2010 | Reign of Assassins                              | Đạo diễn                                  |
| 2014 | Thái Bình Luân (太平轮)                         | Đạo diễn                                  |

## Giải thưởng
- 1990 - Điệp huyết song hùng (喋血双雄) - Đạo diễn xuất sắc nhất tại Giải thưởng Điện ảnh Hồng Kông